# Ernst Schulze (Chemiker)

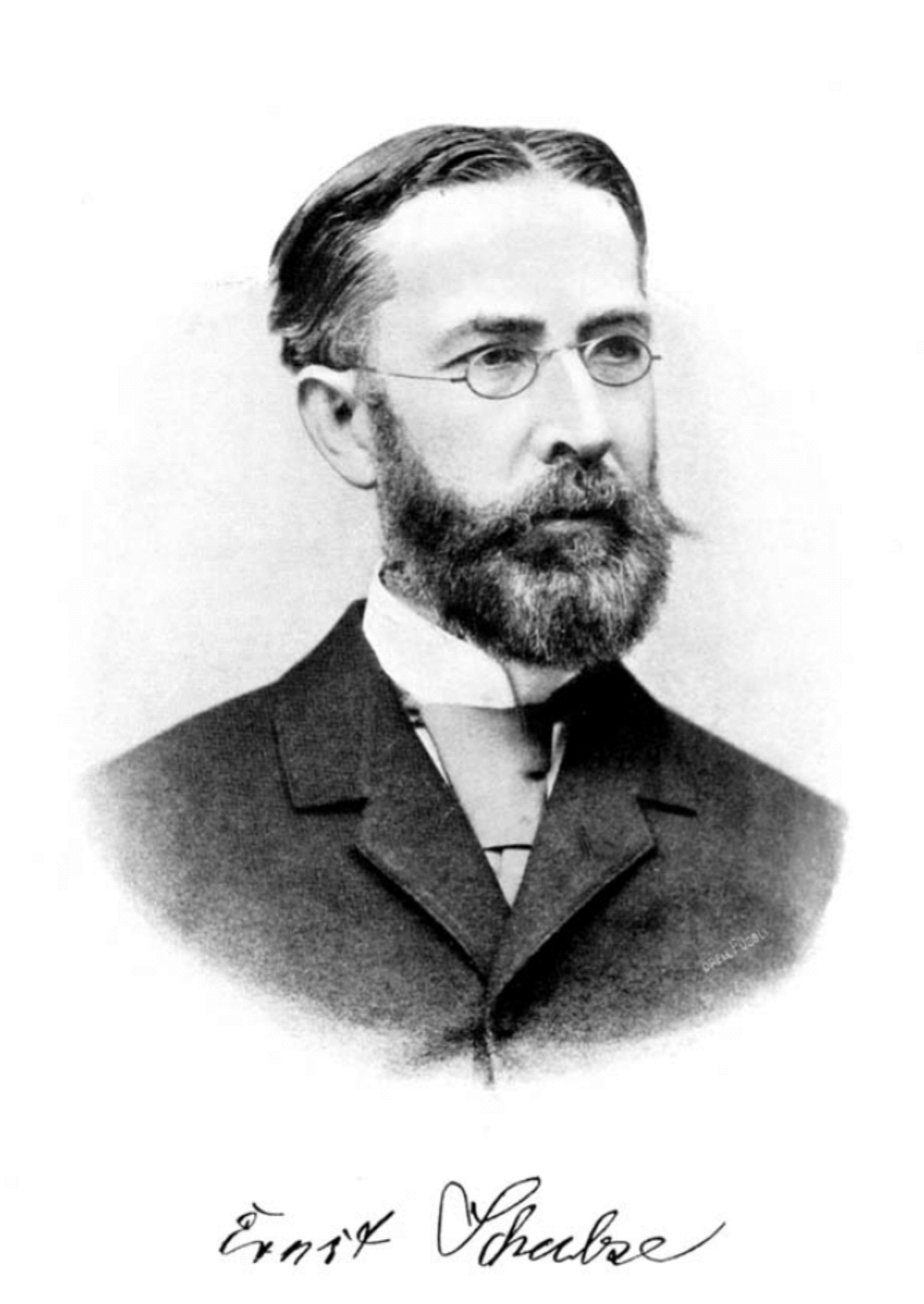

Ernst Schulze (* 31. Juli 1840 in Bovenden bei Göttingen; † 15. Juni 1912 in Zürich) war ein deutscher Chemiker.

## Leben
Sein Großvater war der Philosoph und Hofrat Gottlob Ernst Schulze und sein Vater war Oberamtmann in seinem Geburtsort, dem Flecken Bovenden bei Göttingen. Nach der Schulzeit studierte Schulze Chemie an der Universität Göttingen, u. a. bei Friedrich Wöhler und Heinrich Limpricht. Für die letzten Semester ging Schulze nach Heidelberg, wo er sein Studium unter Robert Wilhelm Bunsen abschloss. Für seine Assistenzzeit ging Schulze nach Jena, wo er 1867 bei Karl Gotthelf Lehmann bzw. in dessen Nachfolge bei Anton Geuther promoviert wurde. Seine wissenschaftliche Karriere setzte Schulze zunächst in Jena und dann an der landwirtschaftlichen Versuchsstation Weende bei Göttingen unter Wilhelm Henneberg fort, bevor er 1871 das Angebot zur Leitung einer vergleichbaren Versuchsstation in Darmstadt annahm. Bereits ein Jahr später wurde Schulze als Professor für Agrikultur-Chemie an die soeben neu gegründete land- und forstwirtschaftliche Schule des Polytechnikums in Zürich berufen, wo sein späterer Schwiegervater Adolf Kraemer zuvor zu deren ersten Leiter bestellt worden war.
Während seiner etwa 40-jährigen Tätigkeit in Zürich konzentrierte Schulze sich auf vielfältige, pflanzenchemische Untersuchungen. So entdeckten er und seine Doktoranden beispielsweise die Aminosäuren Glutamin, Phenylalanin und Arginin sowie eine Vielzahl weiterer organischer Verbindungen. Dabei legte Schulze einen seiner Schwerpunkte auf die Untersuchungen zur Bedeutung der Aminosäuren Asparagin und Glutamin auf den Eiweißstoffwechsel in den Pflanzen. Des Weiteren hat Schulze die Forschungen zu pflanzlichem Lecithin, zu Cholesterinen und Phytosterinen angestoßen. Am Ende seiner aktiven Zeit forschte er über Kohlenhydrate als Bestandteil pflanzlicher Zellmembranen. Mit diesen systematischen Forschungen zur Pflanzenchemie zählt Ernst Schulze zu den Wegbereitern des neuen Wissenschaftszweigs der Biochemie, die damals noch als Physiologische Chemie bezeichnet wurde (siehe unter Biochemie).
Mitte der 1880er Jahre erhielt Ernst Schulze die silberne Liebig-Medaille und 1907 gewann er einen Preis von der Königlichen Gesellschaft der Wissenschaften zu Göttingen. 1910 wurde Ernst Schulze in Anerkennung seines Lebenswerkes von der Universität Heidelberg die Ehrendoktorwürde Dr. med. honoris causa verliehen.
Schulze war verheiratet und hatte zwei Kinder.

## Schriften
- mit Ernst Steiger: Ueber das Arginin. In: Zeitschrift für Physiologische Chemie. 11, 1887, S. 43ff. (online).